# Герб Макіївки
Герб Макі́ївки — офіційний символ міста Макіївка Донецької області, затверджений рішенням Макіївської міської ради 20 квітня 2000 року (розроблений згідно з рекомендацією Українського Геральдичного Товариства).

## Опис герба
Герб міста Макіївки — це офіційна емблема міста, своєрідна спадщина, що передається від поколінь до поколінь, з'єднуючи минуле, сьогодення, майбутнє.
При створенні герба міста Макіївки використовувався іспанський щит.
Щит розділений на три частини:
- нижня частина: чорне поле і два схрещені золоті молоти символізують основну галузь промисловості — вугільну. Крім цього, вони є символом історичного минулого міста, заснування якого пов'язана з виникненням вугледобування. Золоті цифри нижче двох схрещених золотих молотів — 1690 — дата заснування міста;
- середня частина: золота смуга, що розділяє щит, є символом металургійної промисловості міста;
- верхня частина: на блакитному полі, символі вірності, краси, ясності, знаходиться стилізоване зображення сходу сонця з шістьма серпастими промінням, що втілює збереження духовних традицій і відродження міста.

Система прикрас: символом статусу поселення — місто, є міська корона, зображена у верхній частині герба, а символом степової природи краю — зелена стрічка, вплетена у вінок з ковили, з написом «МАКІЇВКА» золотими буквами.

## Історія

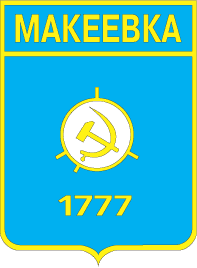
Герб радянського періоду